# إدوارد إتش. غيليت
إدوارد إتش. غيليت هو محرر وسياسي أمريكي، ولد في 1 أكتوبر 1840 في Bloomfield, Connecticut ‏ في الولايات المتحدة، وتوفي في 14 أغسطس 1918 في ويست دي موينز في الولايات المتحدة. نشط حزبياً في Greenback Party ‏. وقد انتخب عضو مجلس النواب الأمريكي.